# Adelasterias papillosa
Adelasterias papillosa är en sjöstjärneart som först beskrevs av Jean Baptiste François René Koehler 1906.  Adelasterias papillosa ingår i släktet Adelasterias och familjen trollsjöstjärnor. Inga underarter finns listade i Catalogue of Life.